# Superficie de Veronese

Superficie romana, una proyección de la superficie de Veronese en el espacio tridimensional

En matemáticas, la superficie de Veronese es una superficie algebraica en el espacio proyectivo de cinco dimensiones, y se determina mediante la inclusión de Veronese, el embebido del plano proyectivo dado por el sistema lineal de cónicas completo. Lleva el nombre del matemático italiano Giuseppe Veronese (1854-1917). Su generalización a una dimensión superior se conoce como la variedad de Veronese. 
La superficie admite una incrustación en el espacio proyectivo de cuatro dimensiones definido por la proyección desde un punto general en el espacio de cinco dimensiones. Su proyección general al espacio proyectivo tridimensional se llama superficie de Steiner.
Es objeto de estudio en el campo del diseño geométrico asistido por ordenador.

## Definición
La superficie de Veronese es la imagen de la aplicación
{\displaystyle \nu :\mathbb {P} ^{2}\to \mathbb {P} ^{5}}
dada por 
{\displaystyle \nu :[x:y:z]\mapsto [x^{2}:y^{2}:z^{2}:yz:xz:xy]}
donde {\displaystyle [x:\cdots ]} denota coordenadas homogéneas. La aplicación {\displaystyle \nu } se conoce como la inclusión de Veronese.

## Motivación
La superficie de Veronese surge naturalmente en el estudio de las cónicas. Una cónica es una curva plana de grado 2, así definida por una ecuación: 
{\displaystyle Ax^{2}+Bxy+Cy^{2}+Dxz+Eyz+Fz^{2}=0.}
El emparejamiento entre coeficientes {\displaystyle (A,B,C,D,E,F)} y las variables {\displaystyle (x,y,z)} representan coeficientes lineales y variables cuadráticas; la aplicación de Veronese mantiene los coeficientes lineales y transforma los monomios en lineales. Así, por un punto fijo {\displaystyle [x:y:z],} la condición de que una cónica contenga el punto es una ecuación lineal en los coeficientes, que formaliza la afirmación de que "pasar por un punto impone una condición lineal a las cónicas".

## Propiedades
La superficie se puede proyectar sin problemes en cuatro dimensiones, pero todas las proyeccions tridimensionales tienen singularidades. Las proyecciones de estas superficies en tres dimensions se denominan superficies de Steiner. El volumen de la superficie de Veronese es de {\displaystyle 2\pi ^{2}}.

## Aplicación de Veronese
La aplicación de Veronese o la variedad de Veronese generaliza esta idea a correspondencias de grado general d en n +1 variables. Es decir, la aplicación de Veronese de grado d es la aplicación 
{\displaystyle \nu _{d}\colon \mathbb {P} ^{n}\to \mathbb {P} ^{m}}
con m dado por el coeficiente del multiconjunto, o más familiarmente, el coeficiente binomial, como: 
{\displaystyle m=\left(\!\!{n+1 \choose d}\!\!\right)-1={n+d \choose d}-1.}
La aplicación envía {\displaystyle [x_{0}:\ldots :x_{n}]} a todos los monomios posibles de grado total d, de ahí la aparición de funciones combinatorias; el {\displaystyle +1} y {\displaystyle -1} se deben a la proyectivización. La última expresión muestra que para la dimensión de origen fija n, la dimensión de destino es un polinomio en d de grado ny y coeficiente {\displaystyle 1/n!.}
Para grado bajo, {\displaystyle d=0} es la aplicación trivial constante para {\displaystyle \mathbf {P} ^{0},} y {\displaystyle d=1} es el mapa de identidad en {\displaystyle \mathbf {P} ^{n},} entonces d generalmente se toma como 2 o más. 
Se puede definir la aplicación de Veronese de forma libre de coordenadas, como 
{\displaystyle \nu _{d}:\mathbb {P} V\to \mathbb {P} ({\rm {{Sym}^{d}V)}}}
donde V es cualquier espacio vectorial de dimensión finita, y {\displaystyle {\rm {{Sym}^{d}V}}} son sus potencias simétricas de grado d. Esto es homogéneo de grado d bajo la multiplicación escalar en V, y por lo tanto, pasa a una aplicación en los espacios proyectivos subyacentes. 
Si el espacio vectorial V se define sobre un campo K que no tiene la característica cero, entonces la definición debe modificarse para que se entienda como una aplicación al espacio dual de polinomios en V. Esto es así porque para campos con característica finita p, las p-ésimas potencias de elementos de V no son curvas normales racionales, pero son, por supuesto, una línea (véase por ejemplo, polinomio aditivo para el tratamiento de polinomios sobre un campo de características finitas). 

### Curva normal racional
Para {\displaystyle n=1,} la variedad de Veronese se conoce como la curva normal racional, de la que los ejemplos de menor grado son familiares. 
- Para {\displaystyle n=1,d=1} la aplicación de Veronese es simplemente la aplicación identidad en la recta proyectiva.
- Para {\displaystyle n=1,d=2,} la variedad de Veronese es la parábola estándar {\displaystyle [x^{2}:xy:y^{2}],} en coordenadas afines {\displaystyle (x,x^{2}).}
- Para {\displaystyle n=1,d=3,} la variedad de Veronese es la cúbica alabeada, {\displaystyle [x^{3}:x^{2}y:xy^{2}:y^{3}],} en coordenadas afines {\displaystyle (x,x^{2},x^{3}).}

## Birregular
La imagen de una variedad bajo la aplicación de Veronese es nuevamente una variedad, más que simplemente un conjunto constructivo. Además, estos son isomórficos en el sentido de que la aplicación inversa existe y es regular: la aplicación de Veronese es birregular. Más precisamente, las imágenes de conjuntos abiertos en la topología de Zariski están nuevamente abiertas. 